# Monoplistes tropicus
Monoplistes tropicus là một loài bọ cánh cứng trong họ Bọ hung (Scarabaeidae).